# Znak Faerských ostrovů
Znak Faerských ostrovů, autonomního území Dánského království, je tvořen stříbrným beranem (faersky Veðrur) se zlatými kopyty a rohy na modrém štítu.
Poprvé je zaznamenán na středověké židli z 15. století v Kirkjubøuru. Symbol berana byl užíván také soudci a zemskými správci na ostrovech.
Tento symbol přestal být užíván v roce 1816, kdy byla samospráva ostrovů téměř zrušena. Ani po obnově samosprávy v roce 1852 nebyl symbol často užíván. Tento symbol nebyl užíván ani později v dobách britské okupace v době druhé světové války. 
Po získání určité formy autonomie v roce 1948 byl symbol opět zaveden, ale ne jako znak parlamentu (Løgting), ale jako znak vlády (Landsstýri).
1. dubna 2004 premiér Faerských ostrovů řekl, že by bylo dobré zavést novou podobu státního znaku. Nové verze vychází právě z předlohy na židli z Kirkjubøuru. Barvy jsou použity podle vzoru z faerské vlajky Merkið a zlatá barva byla přidána pro efekt. Nový štít zobrazuje stříbrného berana na modrém poli, který je připraven k útoku či obraně.